# Monolito de Chalchiuhtlicue
El monolito de Chalchiuhtlicue representa a la diosa teotihuacana del agua dulce y fue encontrada cerca de la Pirámide de la Luna, se podría pensar que estuvo colocada en la parte superior. De ser cierto, esto indicaría que el edificio estaba dedicado a una deidad femenina asociada a la fertilidad, del mismo modo en el que se ha pensado que la Pirámide del Sol estuvo dedicada a Tláloc. Son asociaciones muy especiales para la cultura Teotihuacana ya que fue principalmente agrícola.
Esta escultura data de entre el año 1 al 650 d. C. y está hecha de andesita, una roca volcánica. La base es 1.65 por 1.65 metros y una altura de 3.19 metros. Con estas dimensiones y un peso estimado de 16.3 toneladas, es uno de los monolitos más grandes encontrados en Teotihuacán. Sólo es superado por el gran monolito de Coatlinchan.
La escultura representa el estilo teotihuacano a la perfección, con los detalles del tocado rectangular, las orejeras, el huipil, el collar y las sandalias. Las manos salen por enfrente y la falda presenta bellísimas decoraciones ya que se representaba con jade.
Después de ser encontrada, la pieza se expuso en el Museo Nacional de la calle de Moneda transportada por Leopoldo Batres en 1890. Llegó en tren a la Estación Buenavista y fue necesario hacer un carro especial para su traslado ya que fue jalado con mulas. Los diarios de la época advertían a la gente a no acercarse a la escultura ya que si alguno de los cables se rompía la persona podía “ser dividida”.
El monolito de Chalchiuhtlicue se encuentra en exhibición en el Museo Nacional de Antropología. Mientras que el segundo monolito de la diosa encontrado en el área sigue en Teotihuacán aunque presenta más rastros de erosión.